# Należności długoterminowe
Należności długoterminowe – roszczenia względem różnych dłużników, które nie spełniają kryteriów zaliczania ich do należności krótkoterminowych i wykazywania w aktywach obrotowych zgodnie z Ustawą o rachunkowości.
Należności długoterminowe obejmują należności z wszystkich tytułów (z wyjątkiem należności z tytułu dostaw i usług – te są w całości ujmowane w należnościach krótkoterminowych), których termin wymagalności jest dłuższy niż 12 miesięcy od dnia bilansowego.
Przykładem należności długoterminowych mogą być należności z tytułu udzielonej jednostce powiązanej nieoprocentowanej pożyczki, w tej części, która będzie spłacona nie wcześniej niż po upływie 12 miesięcy od dnia bilansowego.